# 太平洋天文学会
太平洋天文学会 （英語：Astronomical Society of the Pacific，簡稱ASP），成立于1889年，具备法定身份的非營利组织，總部在舊金山。是世界上最大的天文学会，成员遍布70多个国家。

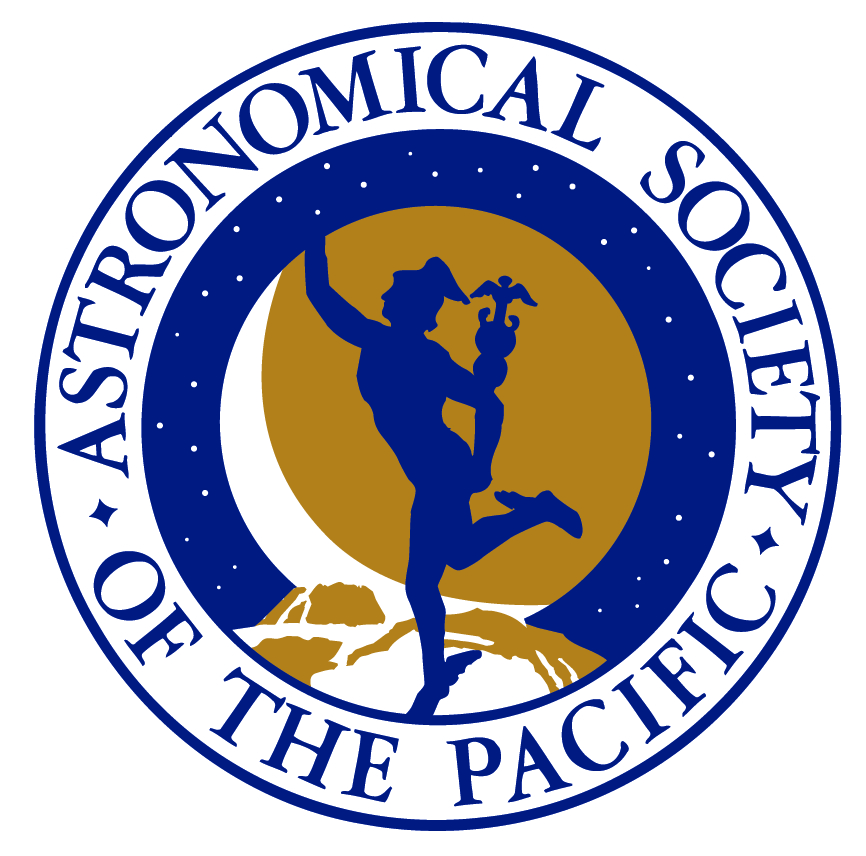
太平洋天文學會會徽。

学会推行天文学教育，出版天文学通俗读物《水星》（Mercury）雜誌季刊，也出版服务专业天文学家为目的的科研刊物《太平洋天文學會彙刊》（Publications of the Astronomical Society of the Pacific）。

## 奖項
学会每年都颁发不同的奖項：
- 以凯瑟琳·洛夫·布鲁斯命名的，颁发给致力于天文探索的终生贡献奖布魯斯獎。
- 以朵羅西·克隆普克-羅伯特命名的，颁发给对促进公众对天文学的理解与认识有突出贡献的克隆普克-罗伯特奖。
- 以天文学家羅伯特·朱利斯·川普勒命名，罗伯特·J·特朗普勒奖，颁发给新近以尤其显著的论文获得博士学位的學者。